# سهيل حداد
سهيل حداد، ممثل سوري، من مواليد مدينة اللاذقية.

## سيرته
حصل على إجازةٍ في الفنون المسرحية، وهو عضو في نقابة الفنانين السوريين منذ عام 1995. بدأ سهيل حداد مسيرته الفنية في المسرح، حيث شارك في العديد من المسرحيات، منها: الخطوات الصعبة، الزير سالم، خالد بن الوليد، عنترة بن شداد، غفوة القلوب، حكم الهوى، أحمر، العراب. شارك أيضًا في عدة إنتاجات تلفزيونيَّة، منها: الخطوات الصعبة، درب التبان، نهاية رجل شجاع، القصاص، إخوة التراب، رقصة الحباري، الزير سالم، قتل الربيع، أبو زيد الهلالي، يحيى عياش، فتح الأندلس، حارس القدس، دقيقة صمت.

### تكريمات وجوائز
حصل على عدةٍ تكريمات وجوائز، منها:
- جائزة أفضل ممثل في مهرجان دمشق المسرحي الدولي عام 2000.
- جائزة أفضل ممثل في مهرجان الإذاعة والتلفزيون السوري عام 2002.
- جائزة أفضل ممثل في مهرجان القاهرة الدولي للإذاعة والتلفزيون عام 2004.

## أعماله
من أعماله:
- «الخطوات الصعبة»، عام 1995
- «الكواسر»، عام 1998
- «الفوارس»، عام 1999
- «رقصة الحباري»، عام 1999
- «الزير سالم»، عام 2000
- «قتل الربيع»، عام 2004
- «أبو زيد الهلالي»، عام 2005
- «يحيى عياش»، عام 2005
- «الهارب»، عام 2005
- «انتقام الوردة»، عام 2006
- «خالد بن الوليد»، عام 2006
- «عنترة بن شداد»، عام 2007
- «أهل الغرام»، عام 2008
- «رصاصة رحمة»، عام 2009
- «أصوات خافتة»، عام 2009

## روابط خارجية
- سهيل حداد على موقع IMDb (الإنجليزية)
- سهيل حداد على موقع قاعدة بيانات الفيلم (الإنجليزية)